# Bacalhau à Zé do Pipo
El Bacalhau à Zé do Pipo (literalment Bacallà a la Zé do Pipo) és un plat típic de la gastronomia portuguesa i una de les formes més populars de preparar bacallà.
El plat deu el seu nom al malnom de José Valentim, "Zé do Pipo", amo d'un restaurant de cuina tradicional portuguesa a Porto i autor de la recepta. Va ser creat en la dècada de 1960 i es va popularitzar per haver guanyat el concurs "a melhor refeição ao melhor preço" (el millor àpat al millor preu), organitzat pel govern portuguès durant l'Estat Nou.
Tot i que existeixen diverses variacions, la recepta és bàsicament un empadão (una espècie de panada gran dins d'una cassola per servir en porcions) amb puré de patata, ceba i bacallà.
A més dels ingredients bàsics, s'acostuma a afegir maionesa, llet, oli, mantega, pebrot vermell, llorer i olives, entre altres ingredients.